# Sant Cristòfol de les Fonts
Sant Cristòfol de les Fonts är en ort i Spanien.   Den ligger i provinsen Província de Girona och regionen Katalonien, i den östra delen av landet, 500 km öster om huvudstaden Madrid. Sant Cristòfol de les Fonts ligger 472 meter över havet och antalet invånare är 8 791.
Terrängen runt Sant Cristòfol de les Fonts är kuperad. Runt Sant Cristòfol de les Fonts är det ganska glesbefolkat, med 42 invånare per kvadratkilometer. Närmaste större samhälle är Olot, 1,5 km nordväst om Sant Cristòfol de les Fonts. I omgivningarna runt Sant Cristòfol de les Fonts växer i huvudsak blandskog.